# Цинут
Цину́т (рум. ţinut, от молд. a ţine — держать, в славяно-молдавских документах — «держава», в исторической литературе на русском языке — чаще всего «уезд») — область в Молдавском княжестве, возглавлявшаяся пыркэлабом или старостой. Глава цинута также назывался протопоп или архикнязь.

## Молдавское княжество
Верхняя Молдова (Цара-де-Сус) во времена Д. Кантемира делилась на 7 цинутов, Нижняя Молдова (Цара-де-Жос) на 12. Деление княжества на цинуты известно с XV века, но их границы были не вполне постоянными, a количество доходило до 24. Так, город Ботошани ещё в начале XVIII века входил в цинут Хырлэу, но в качестве удела жены господаря превратился в особый цинут, постепенно увеличившийся за счёт Хырлэу. Границы уездов не имели какой-либо определённой национальной привязки: преимущественно русины населяли Черновицкий, Хотинский, Сорокский, Оргеевский уезды, но в Ясском и Сучавском славянское и романское население было распределено примерно поровну.
Часть цинутов них была со временем отторгнута более мощными соседями. Так Хотинский уезд был превращён османами в райю в 1715 году. Хотэрничанский цинут был сначала также отторгнут османами как райя, но в 1775 году возвращён в состав Молдавского княжества. Все цинуты Буджака были превращены в райю для местных татар. Значительные части северо-западных цинутов в 1775 году аннексировала Австрийская империя, не следуя, впрочем, их границам, и вся совокупность аннексированных земель получила название Буковина. После административной реформы А. И. Кузы цинуты Молдовы были преобразованы в жудецы, по валашскому образцу.

### География цинутов
Согласно Кантемиру, в старину Молдавское княжество делилось на три части: Нижнюю Молдавию, Верхнюю Молдавию и Бессарабию. В начале XVI века южная часть Бессарабии и часть Тигинского округа были захвачены Османской империей. В 1812 году Бессарабия по Бухарестскомй миру отошла к Российской империи, но после Парижского мирного договора в 1856 году в состав княжества вернулся юг Бессарабии.
Нижняя Молдавия (молд. Цара-де-Жос) состояла из двенадцати цинутов, называемых также округами или дистриктами. В её центре находился Ясский округ с главным городом Яссы, бывшим с 1565 года столицей Молдавского княжества. Южнее Ясского округа находился Кырлигатурский округ с центром в городе Тыргу-Фрумос. Западнее Ясс был Романский округ с центром в городе Роман, а восточнее — Васлуйский, с центром в городе Васлуй. Ещё южнее существовали Тутовский округ (главный город — Бырлад) и Текучский округ (главный город — Текуч). На юго-западе находились Путнянский округ (центр в Путне), Кохурлуйский округ (центр в Галаце) и Фалчинский округ (центр в Фалчиу). На севере с Фалчинским округом граничил Лапушнянский округ (до прихода турок главным был город Тигина, но когда он попал к ним в подданство, центром округа стала Лапушна). Вверх по Днестру от Тигины располагались округа Оргеевский (центр в Оргееве) и Сорокский (центр в Сороках).
Верхняя Молдавия (молд. Цара-де-Сус) также делилась на цинуты. Севернее Сорокского цинута (округа) вдоль Днестра находился Хотинский округ с главным городом Хотином. Западнее его существовали Дорохойский цинут (центр — Дорохой) и Хырлевский округ (центр в Хырлэу). Оба эти округа на западе граничили с Черновицким округом (центр в Черновцах), который их огибал с севера и юга. Рядом находился Сучавский округ с центром в городе Сучава (в XIV—XVI веках — столица Молдавского княжества). Ещё западнее находились Нямцкий округ (центр в городе Нямць) и Бакэуский округ (центр в городе Бакэу).
Южная Бессарабия делилась на четыре цинута: Буджакскую (главного города здесь не было), Аккерманскую (центр в Четатя-Албэ), Килийскую (центр в Килии) и Измаильскую (центр в Измаиле). После прихода в Молдавию турок эти земли стали частью Османской империи.

## В Российской Бессарабии
В Бессарабии в первое время после её включения в состав Российской империи (1812—1818) деление на цинуты было сохранено. Более того, из бывших турецких рай были образованы новые цинуты: Бендерский, Томаровский, Каушанский, и др.
«Устав образования Бессарабской области», утверждённый Александром I 28 апреля 1818 году, узаконил существование шести цинутов в Бессарабской области.
«Учреждение для управления Бессарабской области» от 29 февраля 1828 года переименовало молдавские цинуты в уезды. Позже число уездов возросло с шести до восьми.

## В Румынии

Цинуты Румынии (1939)

Кроме того, цинутом называлась административно-территориальная единица Румынии в 1938—1940 годах, включившая в себя несколько прежних жудецев. Во главе цинутов стояли королевские резиденты. Эти цинуты были созданы после установления королевской диктатуры Кароля II и упразднены после её ликвидации. Поскольку одной из целей реформы была борьба с местным сепаратизмом, границы новых цинутов не совпадали ни с историческими границами областей, ни с этническими, ни с экономическими реалиями. Так, территория Бессарабии была разделена между 4 новыми цинутами, причём только один из них — Нистру (Днестровский) — целиком входил в пределы прежней области. В этом отношении они весьма напоминали бановины, созданные в 1929 г. югославским королём Александром в схожих условиях и с теми же задачами.